# Tosh Darvoza
La porta Tosh Darvoza (Porta Sud), o porta di pietra è una delle porte della città di Khiva in Uzbekistan, intorno a Itchan Kala.

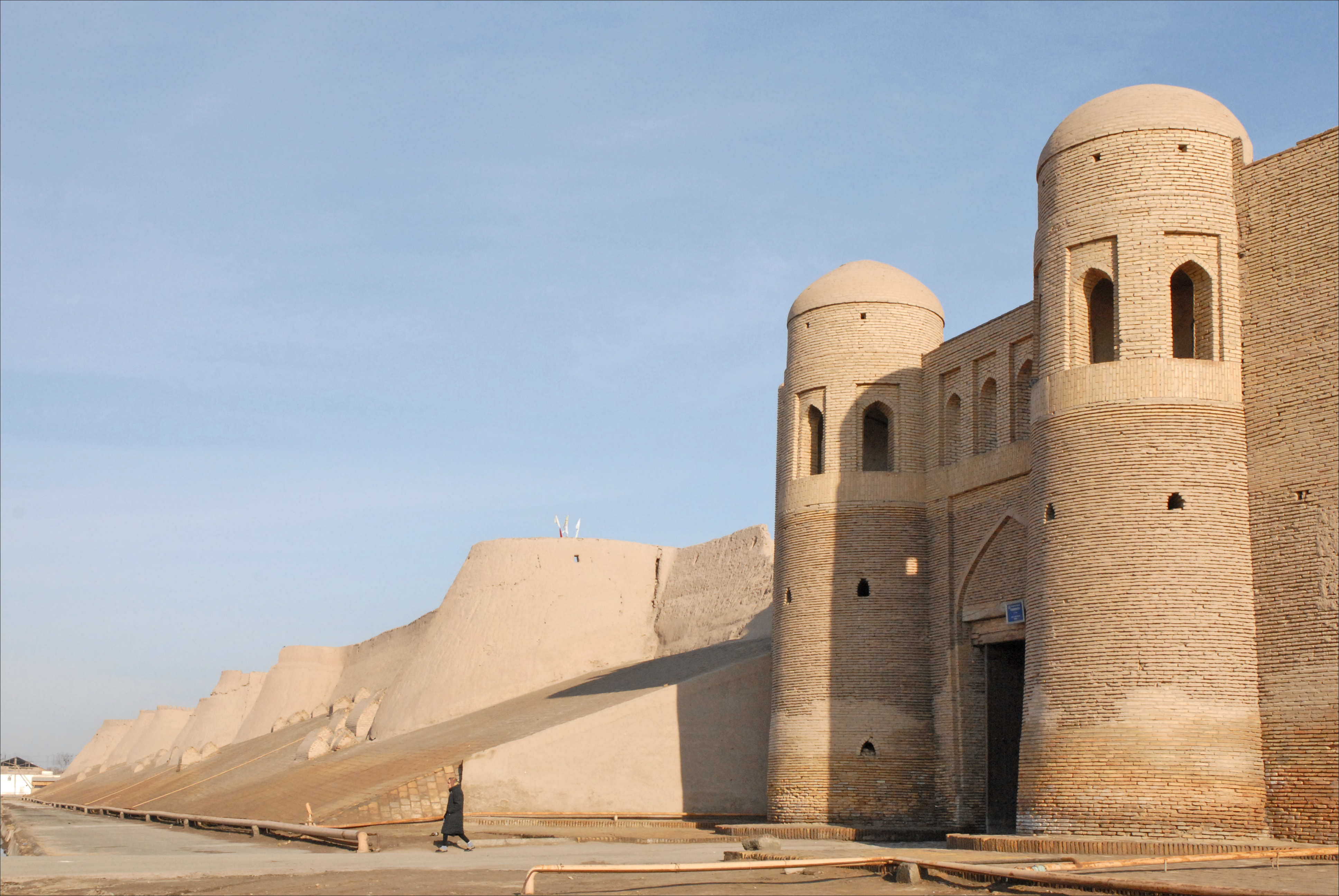
Vista della porta e delle mura.

È stata costruita nel 1830 per ordine del capo del khanato di Khiva, Alla Kuli Khan. È stato il punto di arrivo per le carovane dal Mar Caspio .
È fiancheggiata da due torri e mura confinati, delle quali conserva le merlature.